# Castelul Glienicke

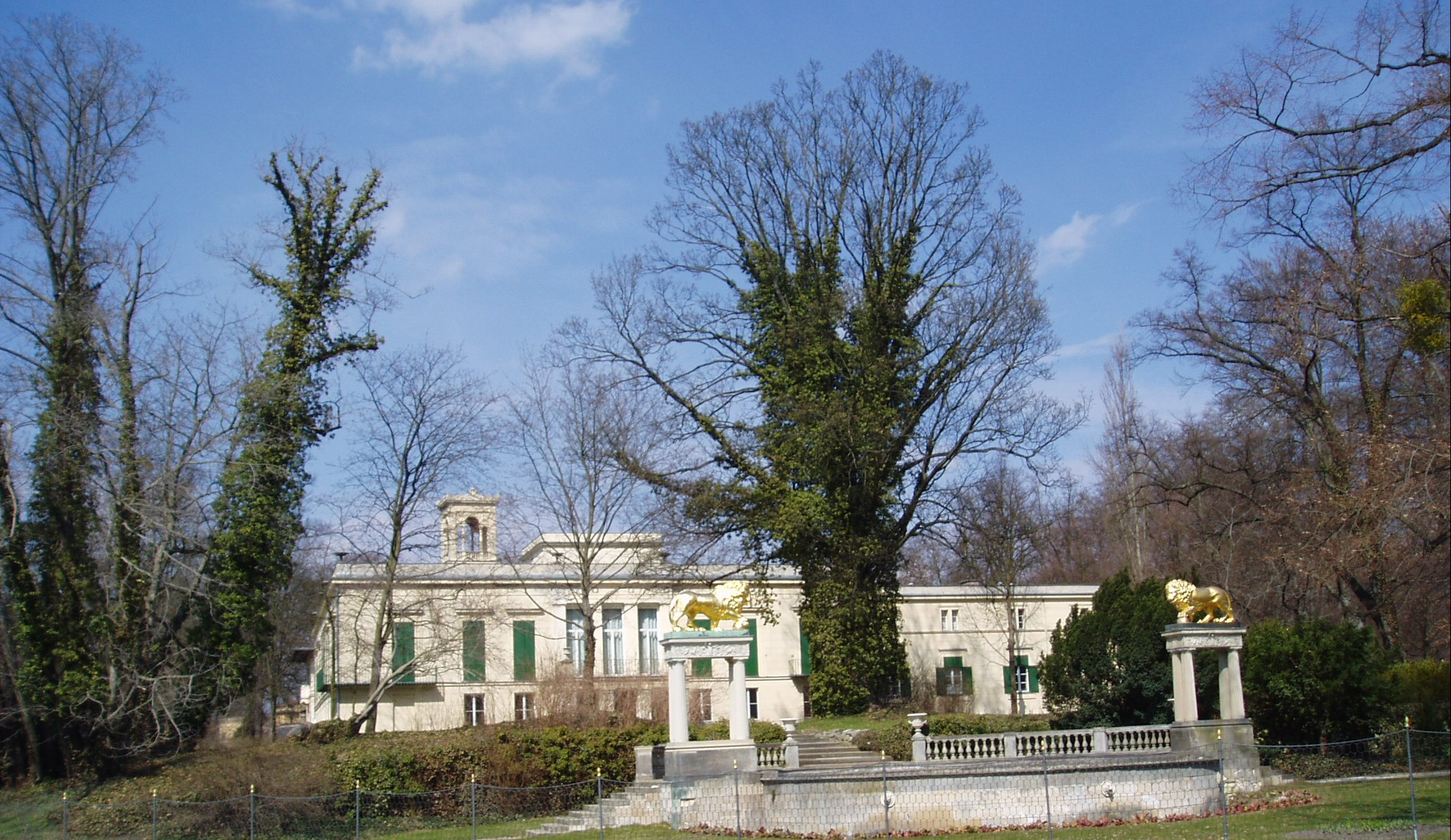
Castelul Glienicke

Castelul Glienicke a fost reședința de vară a prințului Carl von Preußen (Carl Alexander de Prusia) (1801-1883), al treilea fiu al regelui Frederic Wilhelm al III-lea al Prusiei.

## Date generale
Castelul este situat în partea de sud-vest a Berlinului, sectorul Steglitz-Zehlendorf, în apropiere de podul Glienicke, la granița cu Potsdam. În prezent el este administrat de Fundația prusacă pentru castele și grădini (Stiftung Preußische Schlösser und Gärten) Berlin-Brandenburg.
Clădirea castelului care are o arhitectură clasică, este declarată patrimoniu UNESCO, este amplastă central într-un parc. Arhitectura clasică a castelul a fost terminată în anul 1753, partea reprezentativă a lui fiind vila italiană, care a fost extinsă în anul 1825 de arhitectul Karl Friedrich Schinkel. După moartea prințului Carol, în anul 1883, castelul este neglijat. La stricăciunile cauzate de intemperii se adaugă bombardamentele din timpul celui de al doilea război mondial, când era folosit ca lazaret pentru răniți. După război este folosit un timp scurt de Armata Roșie ca și cazino pentru ofițeri. Din anul 1950, o parte a lui a devenit Hotelul sportiv (Sporthotel), iar din 1976 este folosit ca școală. Începând cu anii 1980, devine cea mai parte muzeu, unde se păstrează exponate din timpul prințului Carl Alexander de Prusia.